# Lewis Smith (football)
 (août 2020).
Lewis Smith, né le 16 mars 2000 à Giffnock en Écosse, est un footballeur écossais qui évolue au poste de milieu de terrain à Hamilton Academical.

## Biographie

### Hamilton Academical
Lewis Smith est formé par l'Hamilton Academical. En 2016, il signe son premier contrat professionnel. Il joue son premier match en professionnel lors d'une rencontre de Scottish Premiership contre Aberdeen FC, le 31 octobre 2018. Son équipe s'incline sur le score de trois buts à zéro ce jour-là.
Lors de la saison 2019-2020, il inscrit trois buts en  Premiership avec le club d'Hamilton Academical.
Le 24 novembre 2019 il prolonge son contrat jusqu'en 2022 avec son club formateur.

### Carrière en équipe nationale
Avec les moins de 17 ans, il participe au championnat d'Europe des moins de 17 ans en 2017. Lors de cette compétition organisée en Croatie, il ne joue qu'une seule rencontre, face aux îles Féoré. Avec un bilan d'une victoire, un nul et une défaite, l'Écosse ne parvient pas à dépasser le premier tour du tournoi.
Le 5 septembre 2019, Lewis Smith reçoit sa première sélection avec l'équipe d'Écosse espoirs, face à Saint-Marin. Il entre en jeu à la place de Connor McLennan ce jour-là, et son équipe s'impose (2-0).